# 天下统一
天下统一（日语：／）是日本的一个历史学术语，指由织田信长与丰臣秀吉两家推动完成的终结应仁之乱以来的战国乱世的历史进程。